# Magyar történelmi alkotmány
Magyar  történelmi (történeti) alkotmánynak nevezik az állam és a társadalom működésének koronként változó szabályait, melyeket 1949-ig nem rögzített egységes jogszabály, írott alkotmány. A 19. század végén és a 20. század első felében alkotmányos jelentőségűnek törvények és szokások egy olyan csokrát tekintették, melyek születési ideje a legtágabb értelmezésben a 10. századtól a 20. század közepéig ívelt. Ez az úgynevezett „történeti alkotmány” tehát mindig az adott kor pillanatnyilag érvényes alkotmányos berendezkedését jelentette, ebből következően soha nem volt állandó, folyamatos változásban volt. Ebből következően amikor történelmi alkotmányról beszélünk, akkor nem a közjogi folytonosságot, hanem éppen a közjogi berendezkedés folytonos változását, történelmi (vagyis változó) jellegét hangsúlyozzuk.

## A nemzetségi–törzsi–törzsszövetségi szervezet kora
A korábbi jogfelfogás az államot a keresztény monarchia kialakulásához vagy a kizsákmányolás megjelenéséhez kötötte, azonban világos, hogy a 10-11. századi magyar állam szabályai erősen merítettek a korábbi korszakok fokozatosan kialakuló szabályaiból, normáiból. Az olyan bolgár-török és kazár jövevényszavak, mint a törvény, tanú, bilincs, bakó, orv, vár, vám is a korai államiság tanúi. Bartha Antal a magyar nép őstörténetét jogtörténeti szempontból három szakaszra osztotta. Szerinte az i. e. 3. évezredtől az i. e. 1. évezred közepéig tartott a nemzetségi, majd az 5-6. századig a törzsi, végül a honfoglalás utánig a törzsszövetségi korszak. 

### A nemzetségi szervezet
A nemzetségi szervezetben a vérségi szerveződés elve uralkodik. Legfontosabb szintjei a kiscsalád, nagycsalád és a nemzetség. A kiscsalád lényegében az anyát és gyermekeit jelenti, amihez a férfi mintegy kívülről, védelmezőként kapcsolódik. A férfi sokkal inkább a külön életet élő fegyveres férfiszövetség (phratria, frátria) tagja. 
A társadalmi lét alapszintje a már mindenkit magában foglaló nagycsalád volt, ami a többgenerációs közeli rokonok vér-, vagyon- és munkaközössége volt, mintegy mágikus egység egy közös őssel, amelynek tudatát még szétválás esetén is megtartották. A nagycsalád egy helyen lakott egy ember, a családfő – a nagycsalád legidősebb vagy legértelmesebb férfi tagja, a „nagyapa” – vezetésével, aki a közösség papja, bírája, a közös akciók vezetője volt. Pozíciójának öröklésére nem volt rögzült szabály. A leszármazási örökléssel – elsőszülöttség esetén primogenitúra – mindig vetélkedett az idősebb rokon öröklésének, a szeniorátusnak az elve. Ebben a szerveződésben a nők már a férfiak mögött voltak a rangsorban, ami sok mindenben, az újkorig tartó különétkezésben is kifejeződtek. A családanya – a „nagyanya” – azonban ugyanolyan szerepet töltött be a nagycsalád nőtagjai között, mint a családfő a férfiak között. A nő a család tulajdona volt, aki ugyanúgy öröklődött (levirátus), mint egy vagyontárgy. Ez megakadályozta, hogy az özvegyek hozományukkal együtt kiváljanak a családi vagyonközösségből. 

## Alkotmányjellegű szabályok

### Alaptörvények
Alaptörvényen azon törvények, mik az államá egyesülésnek mintegy alapját teszik, és az abban élő nemzetek, és polgárok jogainak a legfőbb biztosítékul szolgálnak.
Állammá egyesülésnek a célja az ember egyéni boldogságának és a közjóllétnek előmozdítása. S mivel a közjóllét egyesek boldogsága által érhető el, az egyéni boldogság elérése végett fontos az állam bel- és külbiztonságának fenntartása.
A fontosabb alaptörvények: 
1. Vérszerződés
2. Aranybulla,
3. 1723. évi II. törvénycikk a nőági folytonos királyi örökösödéséről (Pragmatica sanctio)  Archiválva 2022. április 23-i dátummal a Wayback Machine-ben,
4. 1790/91. évi X. törvénycikk Magyarország és a hozzákapcsolt részek függetlenségéről  Archiválva 2020. szeptember 23-i dátummal a Wayback Machine-ben,
5. az 1848-ik évi több törvénycikkely.

#### Pragmatica sanctio
A nemzet és III. Károly magyar király között kötött trónöröklési szerződés, melyet az 1723-dik évi országgyűlésen köttetett, s annak 1-, 2- és 3-ik törvénycikkelyeiben foglaltatik. 
- Az első cikkelyben elfogadja a nemzet azon öröklési rendszabályt, melyet III. Károly magyar király, mint római császár Németországon kívül és belül levő örökös tartományait illetőleg utódjaira nézve megállapított. Meghatározza, hogy Ő Felségének nő vagy fia örököse, ki a felséges ausztriai ház örökös tartományait az első szülött tízségi rend szerint örökölni fogja, ezen örökösi jognál fogva Magyarország és a hozzá kapcsolt részek, országok és tartományok királyának is tartassák, és koronáztassák, s általa mindezen országok, örökös tartományaival együtt felosztatlanul és elválaszthatatlanul bírassanak.
- A második cikkelyben kötelezi magát a nemzet, hogy Ő Felsége fiúágának magva szakadttávval Magyarországot és a hozzátartozó részeket, úgy a már visszaszerzetteket, mint a jövendőben visszaszerzendőket, az ország minden rendjeinek jogai, kiváltságai és szabadsága biztosítása s utódai által minden koronázás alkalmával teendő megerősítés mellett, általruházza a felséges ausztriai ház leányágaira is. Első helyen az Ő Felségétől, azután testvére dicsőült Józseftől, s ezeknek kihaltával dicső emlékű atyja I. Lipót magyar királytól leszármazó mindkét ágú római katolikus ausztriai főhercegi utódira, olyformán, hogy a nemzetnek királyválasztási joga csak a mondott ágaknak mindenképeni kihalása után lépjen életbe.
- A harmadik cikkelyben III. Károly Ő királyi Felsége Magyarország és a hozzákapcsolt részek minden rendinek valamennyi, mind a hitlevelekben foglalt, mind akármely más jogait, szabadságait és kiváltságait, törvényeit és szokásait kegyelmesen megerősíti; és kötelezi magát, hogy azokat mind maga megtartja, mind bármely karú és rendű emberei által megtartatja, mind utódai is meg fogják tartani.

#### 1791-ik évi X. törvénycikk
Ezen törvénycikk II. Lipót római császár, mint magyar király által megerősítve Magyarország és a kapcsolt részek jogait és szabadságait minden eddigi biztosítékoknál világosabban megerősíti és biztosítja. Kimondja hogy: Magyarország a kapcsolt részekkel együtt szabad ország, és egész törvényes kormányformájára nézve, – ideértve minden államhatóságait – független, azaz, semmi más országnak vagy népnek alatta nem áll, hanem saját állással és alkotmánnyal bír, annálfogva abban törvényesen megkoronázott királya, és így Ő Felsége, és magyarországi király utódai is, annak saját törvényei és szokásai szerint, nem pedig más tartományok módjára fognak országolni és kormányozni.

#### 1848-ik évi nevezetesebb jogokat adó törvénycikkelyek
1. Hogy Ő Felsége Magyarországon és a hozzátartozó részekben és társországokban csak független felelős magyar minisztérium által fog kormányozni.
2. Hogy az ország szívében Buda-Pesten évenként országgyűlést fog tartatni.
3. Hogy az országgyűlés többé nem a nemesi rendből, hanem népképviselet alapján, általános választás  útján fog alakíttatni.
4. Erdély Magyarországgal egyesíttetett.
5. A közös teherviselés kimondatott.
6. Az úrbér, dézsma, robot és tized eltöröltetett.
7. A polgári vélemény szabadon nyilvánítására a sajtószabadság visszaállíttatott.
8. A személy és vagyonbiztosság, közcsend és belbéke biztosítására nemzeti őrsereg állíttatott.
9. A hazában bevett minden vallásfelekezet egyenjogúnak nyilváníttatott.

### Nevezetesebb szabályok
1. Szent István király intelmei Imre herceghez
2. 1222. Aranybulla-II.András
3. Tripartitum 1514 – Nemes Magyarország szokásjogának hármaskönyve
4. 1547. évi V. törvénycikk arról, hogy a király az idő nagyobb részén át Magyarországban lakjék, vagy hagyja itt maga helyett a fenséges fejedelmet, Miksa főherceget
5. 1687. évi I. törvénycikk fenséges József, fejedelem, ausztriai főherceg úr, Magyarország királyává avatásáról, kiáltásáról és koronázásáról
6. 1687. évi II. törvénycikk Magyarország természetes és örökös királyainak nyilvánításáról
7. 1687. évi III. törvénycikk a fiági örökösödésről és királyválasztásról
8. 1687. évi IV. törvénycikk Jeruzsálemi II. Endre király 1222. évi 31. törvénycikkelyét bizonyos részében megmagyarázzák
9. 1715. évi II. törvénycikk Ő császári s királyi felsége királyi hitlevelének az ország köztörvényeibe iktatásáról
10. 1715. évi III. törvénycikk bővebb kijelentés a királyi örökletes utódlás s uralkodás felől
11. 1723. évi I. törvénycikk a szabadságok és kiváltságok megerősítéséért való köszönetet mondásról
12. 1867. évi XII. törvénycikk a magyar korona országai és az Ő Felsége uralkodása alatt álló többi országok között fennforgó közös érdekű viszonyokról, s ezek elintézésének módjáról
13. 1868. évi XLIV. törvénycikk a nemzetiségi egyenjogúság tárgyában
14. 1918 november 13. IV. Károly "lemondó" (Eckartsaui) nyilatkozata
15. 1920. évi I. törvénycikk az alkotmányosság helyreállításáról és az állami főhatalom gyakorlásának ideiglenes rendezéséről
16. 1921. évi XLVII. törvénycikk IV. Károly uralkodói jogainak és a Habsburg-ház trónörökösödésének megszüntetéséről
17. 1921. évi XXXIII. törvénycikk az Észak Amerikai Egyesült Államokkal, a Brit Birodalommal, Franciaországgal, Olaszországgal és Japánnal, továbbá Belgiummal, Kínával, Kubával, Görögországgal, Nikaraguával, Panamával, Lengyelországgal, Portugáliával, Romániával, a Szerb-Horvát-Szlovén Állammal, Sziámmal és Cseh-Szlovákországgal 1920. évi június hó 4. napján a Trianonban kötött békeszerződés becikkelyezéséről
18. 1926. évi XXII. törvénycikk az országgyűlés felsőházáról
19. 1937. évi XIX. törvénycikk a kormányzói jogkör kiterjesztéséről és a kormányzóválasztásról
20. 1946. évi I. törvény Magyarország államformájáról
21. 1947. évi XVIII. törvény a Párizsban 1947. évi február hó 10. napján kelt békeszerződés becikkelyezése tárgyában
22. 1949. évi XX. törvény.

#### A magyar szokásjog
A magyar szokásjogot a 16. században Werbőczy István összegezte a Hármaskönyvben azzal a céllal, hogy azt az országgyűlés írott törvényként is beiktassa. Ez végül akkori aktuálpolitikai okok miatt nem történt meg, de tartalmát még több mint három évszázadon keresztül a reformkort lezáró 1848-as forradalomig a társadalom érvényesnek tekintette és aszerint szervezte életét. (Említendő, hogy egyes öröklési jogi kérdéseket még 1945-ben is a Hármaskönyv szabályozott.)

## Értelmezése

### ASzent Korona-tanszerinti értelmezése

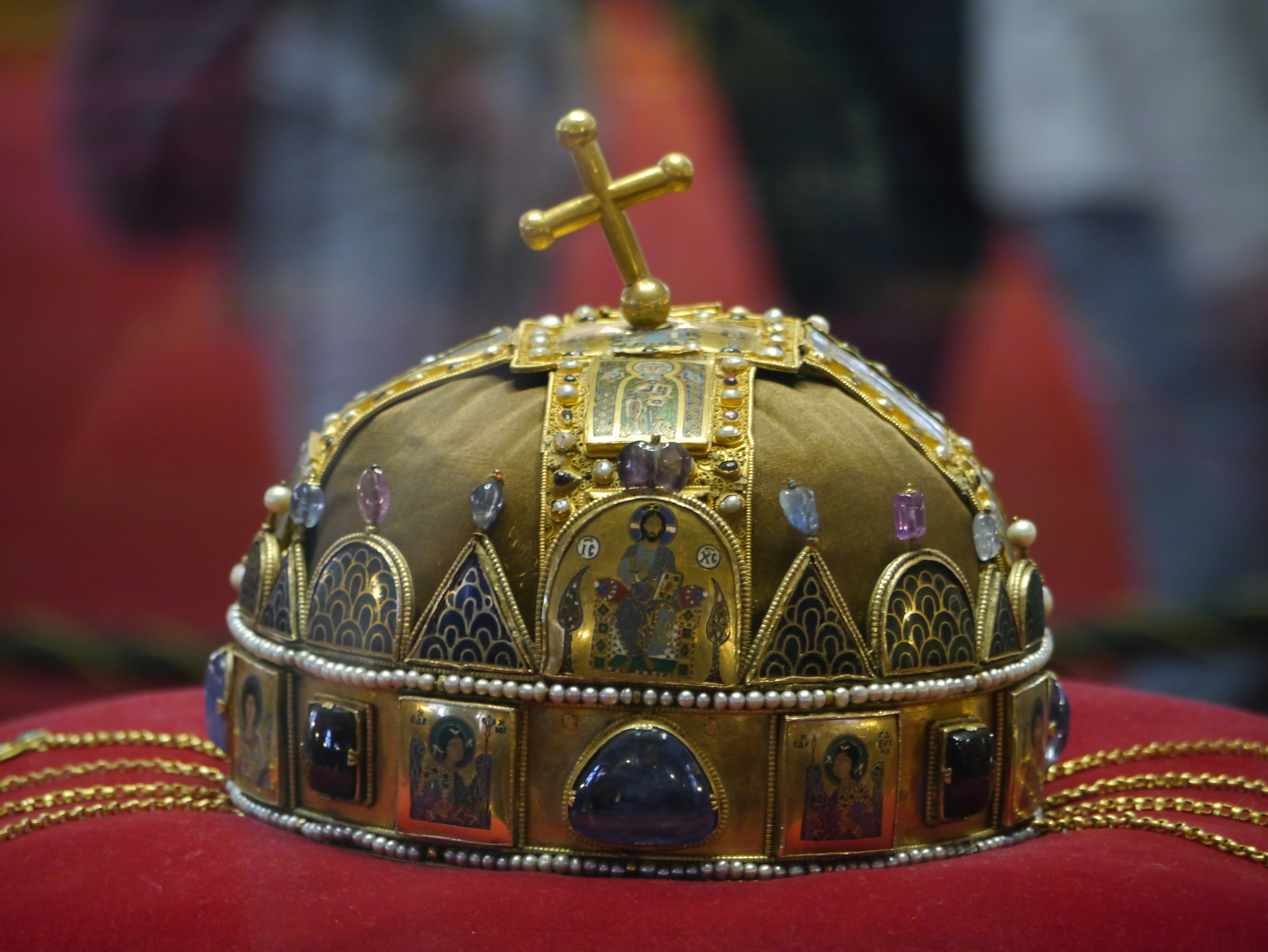
A Szent Korona

A magyar történelmi alkotmány kifejezés, illetve a mögötte lévő tartalom és gondolkodásmód egy különösen az 1920-as években megerősödött eszmerendszer, a Szent Korona-tan fontos jellemzője. Ebben az eszmerendszerben a Szent Korona úgy jelenik meg, mint egy önálló tudattal, cselekvő erővel bíró entitás, egyben a magyar történelmi alkotmány megtestesítője.
A történelmi Magyarország és a történelmi alkotmány a Szent Korona-tan szerint szinkron fogalmak. Nézete szerint a magyar történelmi alkotmányt az 1944. március 19-ei, német megszállás függesztette fel, majd a helyére a szovjet politikai nyomás alatt álló Országgyűlés előbb az 1946. évi I. törvényt, majd a 2011. december 31-éig hatályban lévő, 1949 évi XX., legfelsőbb törvényt állította.
A történelmi alkotmány szimbolikus megjelenítője a Szent Korona, amely a nemzet teljességét és egységét hivatott szimbolizálni. Hozzá képest a király és bárki, testület, csak részesedhetett a hatalomból. Figyelmeztet, hogy a hatalom ereje és alkotmányossága nem egyenlő egymással. A Szent Korona a biztosítéka a magyar alkotmányosságnak, a magyar nemzeti szuverenitásnak és a magyar szabadságeszmének. A magyar történelmi alkotmány a teljes közjogi látóhatárt nyitja meg, a természetjogi elvek szerinti élethez, intézményalkotáshoz való fogalmi lehetőséget biztosítva.
A tan szerint ami a magyar szabadságot jelenti, az nem államformához, hanem alkotmányossághoz kötődik, mégpedig a történelmi alkotmányhoz. A történelmi alkotmány normája szerint az állam a személyes és közösségi életet szolgáló struktúraként működik, amely felelősségre vonható. Az állam a történelmi alkotmány esetében elszámoltatható, mert hite szerint az alkotmány a nemzet államalkotó akarata. Tehát a nemzet, az élő szerves emberi közösség alanya, az értékelvi meghatározója a társadalmi cselekvésnek. Az állam a működési elveiben feltétlenül az életet kell, hogy szolgálja. Az alkotmány, és az alkotmányos állam a Szent Korona-tan értelmezésében tehát bármely formájában az életnek alárendelt struktúra egészen az önkormányzatokig.

### ASzent Korona-tantel nem fogadó nézőpont értelmezése
A Szent Korona-tant el nem fogadó nézőpontból a magyar történelmi alkotmányt időben változó alkotmányként értelmezik és elemzik. Magyarországon a Szent Istvánnal kezdődő törvényhozás rendi alkotmánnyá alakult át az aranybullától, a Hármaskönyvtől az 1608-as országgyűlésig.  A rendi alkotmányosság a jobbágyságot nem tartotta a nemzet részének, a magyar nemzet tagjai kizárólag a kiváltságosok voltak. A polgári alkotmányosság keretei között tovább éltek feudális maradványok, nemesi és egyházi jogi tradíciók. Az időben változó ezeréves alkotmány nem hordoz spirituális értéket[forrás?], mindazonáltal lényeges jellemzője Magyarország történelmének, lenyomata örökségünknek.